# 金衡俊

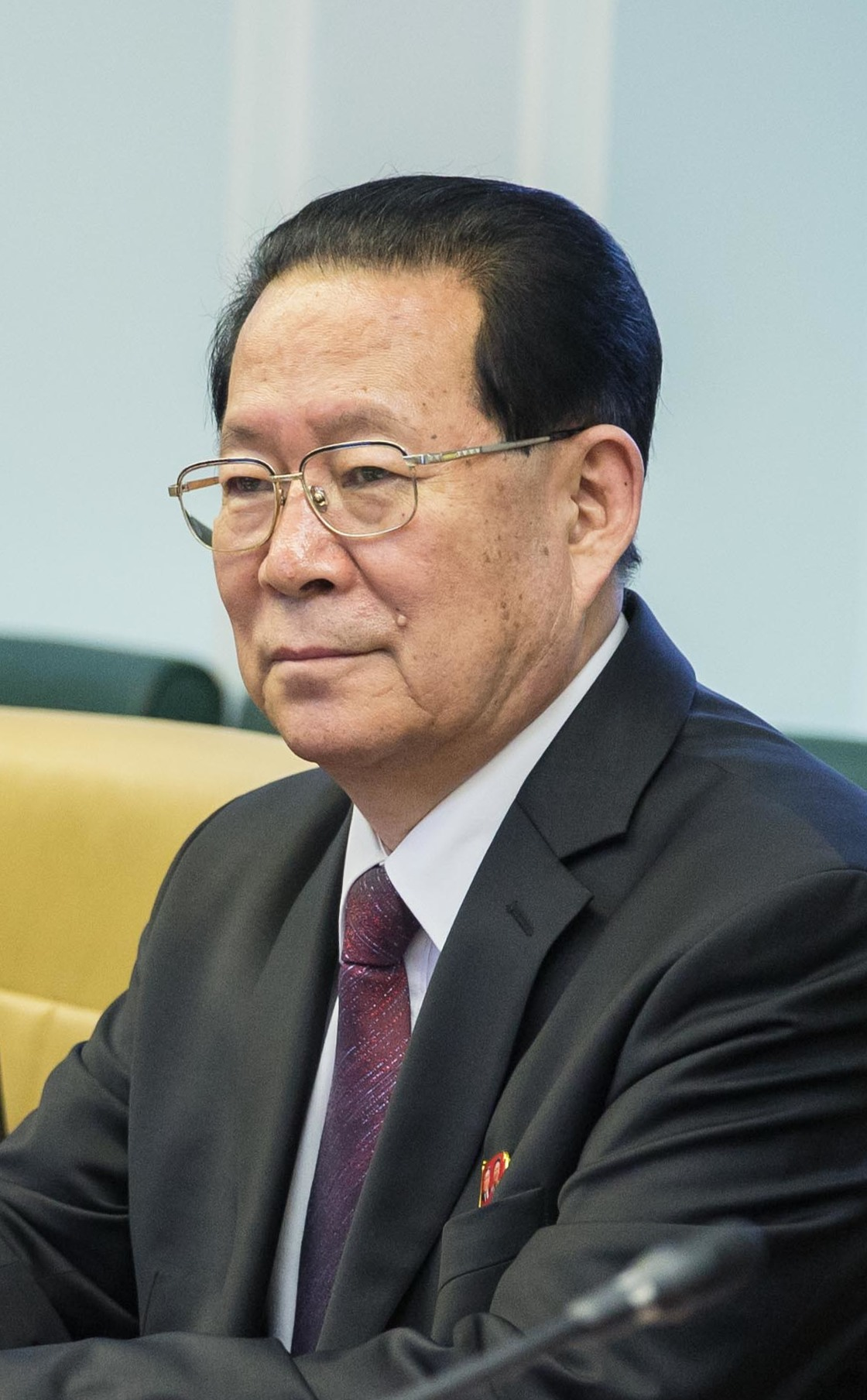
金衡俊

金 衡俊（朝鮮語: 김형준 キム・ヒョンジュン、英語: Kim Hyung Jun / Kim Hyung-jun、ロシア語: Ким Хён Джун、1949年11月26日 - ）は、朝鮮民主主義人民共和国の外交官、政治家。朝鮮労働党副委員長、同党国際部長、政治局員候補、国務委員会委員を歴任した。元在ロシア大使。咸鏡北道出身、清津師範大学卒業。

## 経歴
2000年より在レバノン大使。その後、ダマスカス常駐の在シリア大使兼非常駐の在クウェート大使、在ヨルダン大使、在カタール大使、在バーレーン大使を務める。
2005年1月、外務次官に就任。2013年10月29日、高麗航空便で中国を訪問した。
2014年8月28日、在ロシア大使に任命される。2017年8月10日、李容浩外務相、池在竜在中華人民共和国大使、慈成男国連大使らと共に北京発平壌行きの定期便航空機で帰国したが、これは北朝鮮指導部が主要国に駐在する公館長を招集した公館長会議に参加するための一時帰国であった。
2019年12月28日から12月31日まで開催された朝鮮労働党中央委員会第7期第5回総会で党中央委員会政治局員候補・党中央委員会副委員長に補選され、党国際部長に任命された。
2020年4月12日の最高人民会議第14期第3回会議で国務委員会委員に選出された。
2021年9月29日に開催された最高人民会議第14期第5回会議にて、朝鮮民主主義人民共和国国務委員会委員から召還された。